# Paul Power
Paul Power (* 30. Oktober 1953 in Manchester) ist ein ehemaliger englischer Fußballspieler. Der linke Außenverteidiger und Mittelfeldspieler, der seine Stärken im Zweikampf und in den Flankenläufen sowie bei langen Einwürfen hatte, war 13 Jahre für Manchester City aktiv und gewann mit dem FC Everton 1987 die englische Meisterschaft.

## Sportlicher Werdegang

### Manchester City (1973–1986)
Bereits von Kindesbeinen an war Power Anhänger von Manchester City und im August 1973 trat er dem Verein zu einer Zeit bei, als er noch an der Leeds Metropolitan University Jura studierte. Bevor er dort seine Ausbildung beendete, war er den „Citizens“ zunächst nur auf Amateurbasis verbunden, aber nach der Unterzeichnung des ersten Profivertrags im Juli 1975 drängte er sofort in die von Tony Book trainierte Erstligamannschaft. Am 27. August 1975 debütierte er anlässlich einer 0:1-Auswärtsniederlage gegen Aston Villa und weitere 18 Ligaauftritte folgten in der Saison 1975/76 ebenso wie das erste Tor beim 4:3-Heimsieg gegen Derby County. Beim Finalerfolg im Ligapokal gegen Newcastle United (2:1) blieb er hingegen noch berücksichtigt, obwohl er zuvor in den ersten Runden gegen Mansfield Town und den FC Middlesbrough einen bescheidenen Anteil am Gesamterfolg hatte. In der anschließenden Spielzeit 1976/77 etablierte sich Power dann in der Startformation und neben einer Anfangsserie von sechs Spielen ohne Niederlage schnupperte er beim 1:0-Hinspiel im UEFA-Pokal gegen Juventus Turin in der ersten Runde erstmals „europäische Luft“ – das Rückspiel endete 0:2. Mit nur einem Punkt Rückstand auf den neuen Titelträger FC Liverpool gewann Power schließlich die englische Vizemeisterschaft.
Die erneute Qualifikation für den UEFA-Pokal mündete für Power ein weiteres Mal in eine Erstrundenniederlage – in diesem Fall gegen den polnischen Vertreter Widzew Łódź. Dies sorgte für einen merklichen Formverlust und am Ende fand sich der Klub mit zwölf Punkten Abstand deutlich hinter dem neuen Meister Nottingham Forest auf dem vierten Platz wieder. Power operierte zumeist im linken Mittelfeld und mit seiner Interpretation, gleichsam die Position des Außenverteidigers zu bekleiden, gab er einen Vorgeschmack dessen, was in späteren Zeiten als „Wing-back“ bekannt wurde. Nächstes Highlight war für Power in einer Saison 1978/79, die in der Liga den weiteren Fall ins Mittelfeld mit sich brachte, das Erreichen des Viertelfinals im UEFA-Pokal, nachdem er speziell beim 2:2 im Achtelfinalspiel beim AC Mailand das zwischenzeitliche 2:0 erzielt und damit den Grundstein fürs Weiterkommen (3:0 im Rückspiel) gelegt hatte. Nach dem Trainerwechsel zu Malcolm Allison übernahm Power im Anschluss an eine 0:1-Ligapokalniederlage gegen den AFC Sunderland das Kapitänsamt und in einer turbulenten Zeit, in der sich die Citizens nach 17 sieglosen Spielen einem möglichen Abstieg gegenübersahen, kam das Team unter Powers Führung – und mit sieben eigenen Ligatoren nur eines weniger als die Ausbeute des Toptorjägers Michael Robinson – am Ende mit drei Siegen aus den letzten vier Spielen noch zum Klassenerhalt.
Während sich sein Status auch in der Saison 1980/81 festigte, blieb die Mannschaft mit zwischenzeitlich nur vier von 30 möglichen Ligapunkten weit hinter den Erwartungen zurück, was wieder Allisons Entlassung zur Folge hatte. Dem stand der Finaleinzug im FA Cup gegenüber. In den Runden zuvor hatte Power dort gegen Crystal Palace (4:0) und Norwich City (6:0) jeweils selbst getroffen und im „Showdown“ gegen Tottenham Hotspur, das im Wiederholungsspiel mit einer 2:3-Niederlage endete, belegte er die Position im linken Mittelfeld. Unter Allisons Nachfolger John Bond hatten sich die Leistungen auch in der Liga mittlerweile stabilisiert und zu Weihnachten 1981 standen die Citizens an der Tabellenspitze. Power laborierte zu dieser Zeit jedoch an einer Verletzung, die ihn knapp drei Monate außer Gefecht setzte und am Ende rutschte sein Klub noch auf den zehnten Platz ab.
Genesen von seinen Blessuren ging Power erwartungsvoll in die Saison 1982/83, die mit einem eigenen Tor zum 2:1-Auswärtssieg bei Norwich City und den zwischenzeitlich zweiten Platz Anfang November 1982 positiv begann. Dann jedoch setzte Power mit seinen Mannen zu einem „Sturzflug“ an und gemeinsam endete die Saison auf einem Abstiegsplatz – auch ein Trainerwechsel zu Bonds vormaligem Assistenten John Benson hatte daran nichts ändern können. Dabei hatte Power kurz nach der Jahreswende sieben Spiele lang verletzungsbedingt gefehlt und in dieser Zeit waren die Citizens sieglos geblieben. Auch beim ersten Wiederaufstiegsversuch unter Bensons Nachfolger Billy McNeill war eine Verletzung von Power und sein Fehlen im gesamten April 1984 mit dafür verantwortlich, dass am Ende nur der vierte Platz erreicht und damit das Saisonziel verfehlt wurde.
Der zweite Anlauf im Jahr darauf gelang nach einem zunächst schleppenden Start. Nachdem Power im März 1985 beim 4:0-Heimsieg gegen Shrewsbury Town getroffen und das Team an die Tabellenspitze geführt hatte, ließen die Leistungen in der entscheidenden Phase jedoch nach und nur ein 5:1 am letzten Spieltag gegen Charlton Athletic sorgte für die Rückkehr ins englische Oberhaus über den dritten Platz in der zweiten Liga. Powers Beitrag dazu wurde so hoch eingeschätzt, dass er vereinsintern nach 1981 zum zweiten Mal die Auszeichnung zum besten Spieler erhielt. Zurück in der ersten Liga kam Power noch einmal zu 36 Ligaeinsätzen und das Saisonziel Klassenerhalt wurde nach einem turbulenten Jahr knapp auf dem 15. Platz gesichert. Dazu erreichte er das Endspiel des neu geschaffenen Full Members Cups, das dann mit 4:5 gegen den FC Chelsea verloren ging. Sein Auftritt gegen Newcastle United am 26. April 1986 war Powers letztes Pflichtspiel für Manchester City. Für eine Ablösesumme von 65.000 Pfund wechselte er im Juni 1986 zum FC Everton.

### FC Everton (1986–1988)
In der Mannschaft von Trainer Howard Kendall war Power sofort Stammspieler, der in der Saison 1986/87 auf 52 Pflichtspiele kam. Dabei hatte seine Verpflichtung den Hintergrund, dass dringender Handlungsbedarf aufgrund einer Verletzungsmisere im Klub entstanden war, von der der mittlerweile 32-Jährige profitierte. In seinem ersten Jahr für die „Toffees“ gewann er sofort die englische Meisterschaft und diente der Mannschaft neben ersten Einsätzen auf der Linksverteidigerposition auch in anderen Rollen. Es blieb jedoch bei diesem kurzen Ausflug in die Stammformation einer Spitzenmannschaft, denn im folgenden Jahr, das gleichzeitig sein letztes aktives Profijahr markierte, stand er unter Kendalls Nachfolger Colin Harvey nur noch zwölf Mal bei Meisterschaftspartien in der Startelf.
Nach seinem Rücktritt arbeitete er für den Klub weiter im Trainerstab, bevor er seine Stelle nach Kendalls Rückkehr im Jahr 1990 verlor. Sieben weitere Jahre später kehrte er zu Manchester City zurück, wo er erneut eine Stelle in der Nachwuchsarbeit annahm.

## Titel/Auszeichnungen
- Englische Meisterschaft (1): 1987
- Charity Shield (2): 1986, 1987